# Nationaal Museum van Wereldculturen
Het Nationaal Museum van Wereldculturen (NMvW) is een rijksmuseum dat in 2014 is ontstaan door een 'fusie' van het Afrika Museum in Berg en Dal, het Rijksmuseum Volkenkunde in Leiden en het Tropenmuseum in Amsterdam De drie publiekslocaties van het museum waren dan ook in Berg en Dal, Leiden en Amsterdam. Sinds 1 mei 2017 heeft het Wereldmuseum (Rotterdam) een personele unie gesloten met het NMvW. Het bestuurscentrum is gevestigd in Leiden. Sinds 27 november 2023 is de locatie in Berg en Dal gesloten. In november 2023 kregen alle locaties de naam Wereldmuseum, in combinatie met de plaatsnaam. De collectie, die in feite bestaat uit een deel Rijkscollectie (NMVW) en een deel Gemeentelijke collectie (Wereldmuseum Rotterdam) wordt gezamenlijk beheerd en ontsloten via een collectiewebsite.
Stijn Schoonderwoerd, die sinds juni 2012 algemeen directeur was van Rijksmuseum Volkenkunde, was de eerste directeur/bestuurder van de nieuwe organisatie. Op 1 februari 2021 heeft hij de organisatie verlaten. Wayne Modest is op 1 januari 2021 benoemd tot inhoudelijk directeur. Marieke van Bommel begon op 1 januari 2022 als algemeen directeur.
De wetenschappelijke activiteiten van de drie musea zijn gebundeld in het Research Centre for Material Culture te Leiden.
Het Wereldmuseum in Rotterdam bleef gevestigd in het gebouw aan de Willemskade. Ze zijn destijds niet gefuseerd, maar delen wel een Raad van Toezicht, bestuur, management en collectiedeskundigheid in een personele unie in de vorm van de directeur.
Ook de collecties van het voormalige Museum Nusantara uit Delft en de collectie van het AAMU Museum voor hedendaagse Aboriginal kunst uit Utrecht zijn bij het NMvW ondergebracht. Delen van de collectie worden gedeeld via het digitale platform van Modemuze.
Het Afrika Museum in Berg en Dal sloot per november 2023, nadat de eigenaar van grond, gebouwen en collecties had besloten de lopende samenwerkingsovereenkomst na 1 januari 2025 niet te verlengen uit onvrede over de koers die het Nationaal Museum met het Afrika Museum wilde opgaan, onder meer de voorgenomen afbraak van het openluchtdeel van het museum. 